# Austrarchaea robinsi
Austrarchaea robinsi là một loài nhện trong họ Archaeidae. Loài này phân bố ở Tây Úc.